# Bertram Bisgaard
Bertram Bisgaard (født 3. april 2006) er en dansk skuespiller.
Bertram Bisgaard spillede hovedrollen som Jonas i DR Ultras første sæson af serien "Skyldig" (2019), rollen som Lukas i anden sæson af DR's Vennerne og det grønne lys (2021) og rollen som Tom i DR3s serie Far (2021).[kilde mangler]
Bertram Bisgaard spiller desuden hovedrollen som Henry i Ole Bornedals film Skyggen i mit øje, der handler om bombningen af Den Franske Skole under 2. verdenskrig.

## Filmografi

### Film
- Skyggen i mit øje (2021) – Henry

### Tv-serier
- Skyldig (2019) – Jonas Rasmussen
- Vennerne og det grønne lys (2021) - Lukas
- Far (2021) - Tom
- Helt Ny (2022-2023) - Bertram/Berlund
- Bag enhver mand (2023) - William